# Diócesis de Brujas
La diócesis de Brujas (en latín: Dioecesis Brugensis, en francés: Diocèse de Bruges y en neerlandés: Bisdom Brugge) es una circunscripción eclesiástica de la Iglesia católica en Bélgica. Se trata de una diócesis latina, sufragánea de la arquidiócesis de Malinas-Bruselas. Desde el 5 de octubre de 2016 su obispo es Lodewijk Aerts.

## Territorio y organización

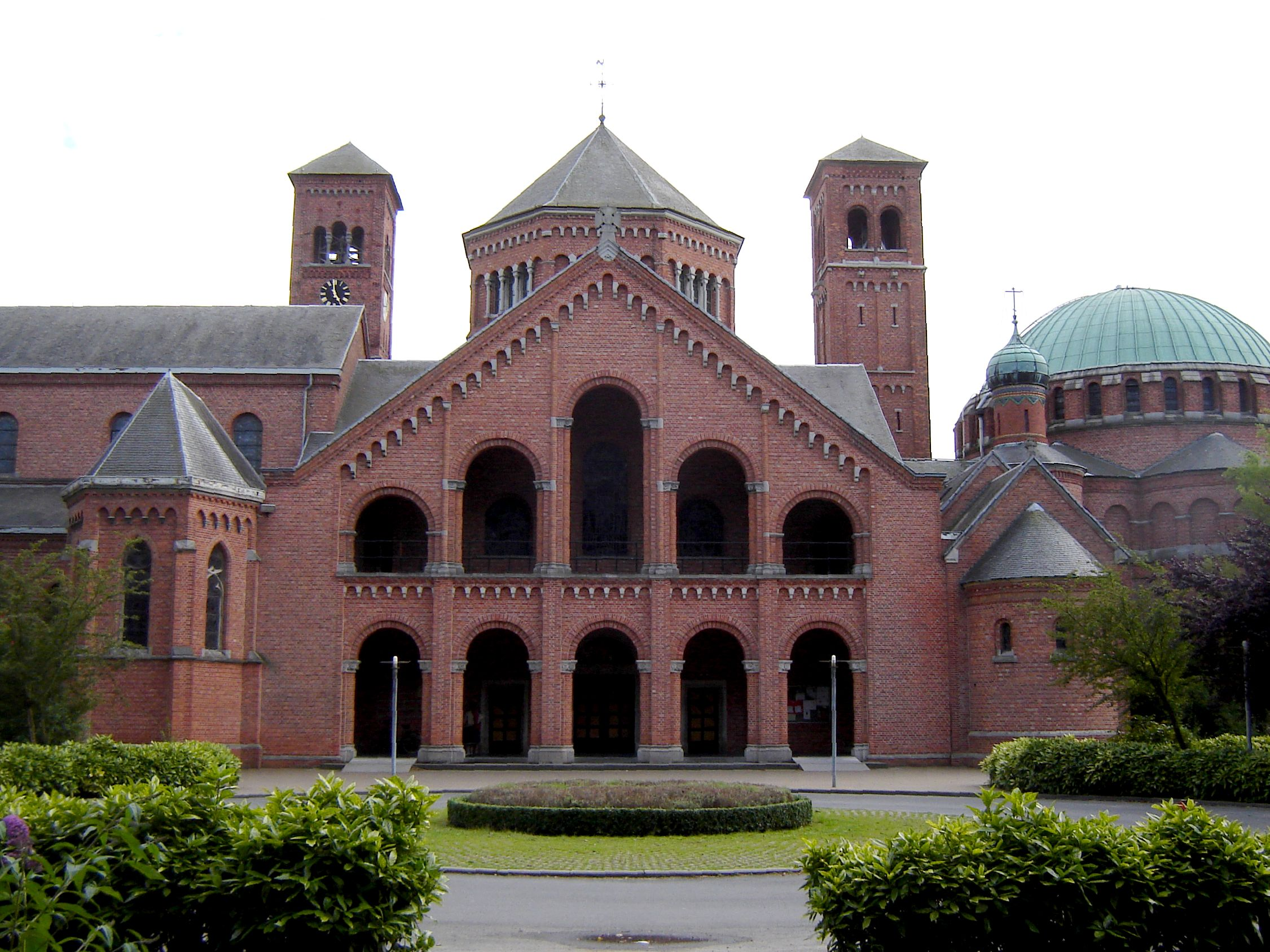
Basílica de San Andrés, Zevenkerken

La diócesis tiene 3144 km² y extiende su jurisdicción sobre los fieles católicos de rito latino residentes en la provincia de Flandes Occidental.

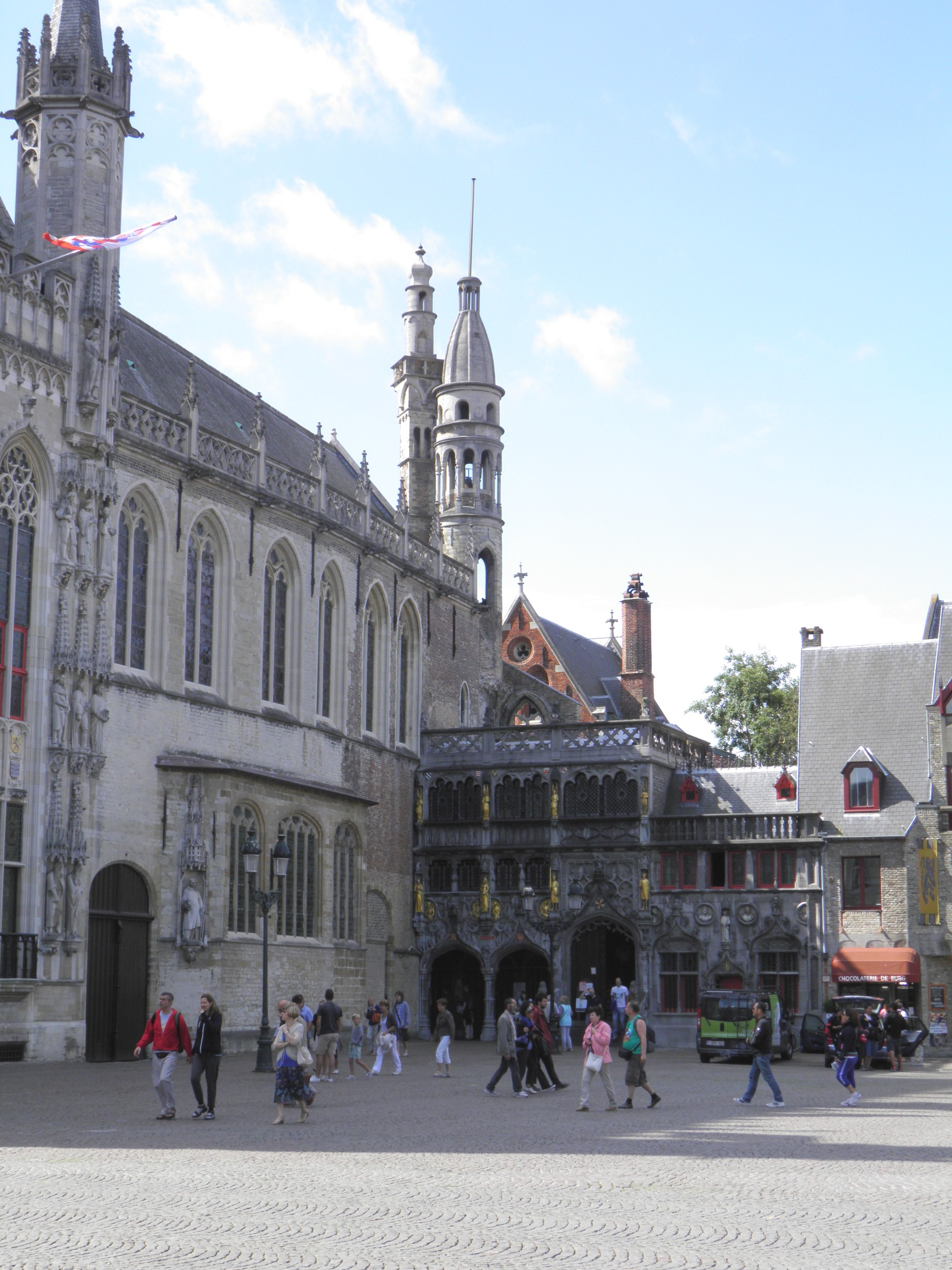
Basílica de la Santa Sangre, en Brujas

La sede de la diócesis se encuentra en la ciudad de Brujas, en donde se halla la Catedral de San Salvador. En el territorio diocesano se encuentran tres basílicas menores: de la Santa Sangre, en Brujas; de Nuestra Señora, en Dadizele en la comuna de Moorslede; y de San Andrés, en el barrio de Sint-Andries de Brujas (conocida como San Andrés de Zevenkerken). La antigua Catedral de San Donaciano, en Brujas, fue destruida en 1799.

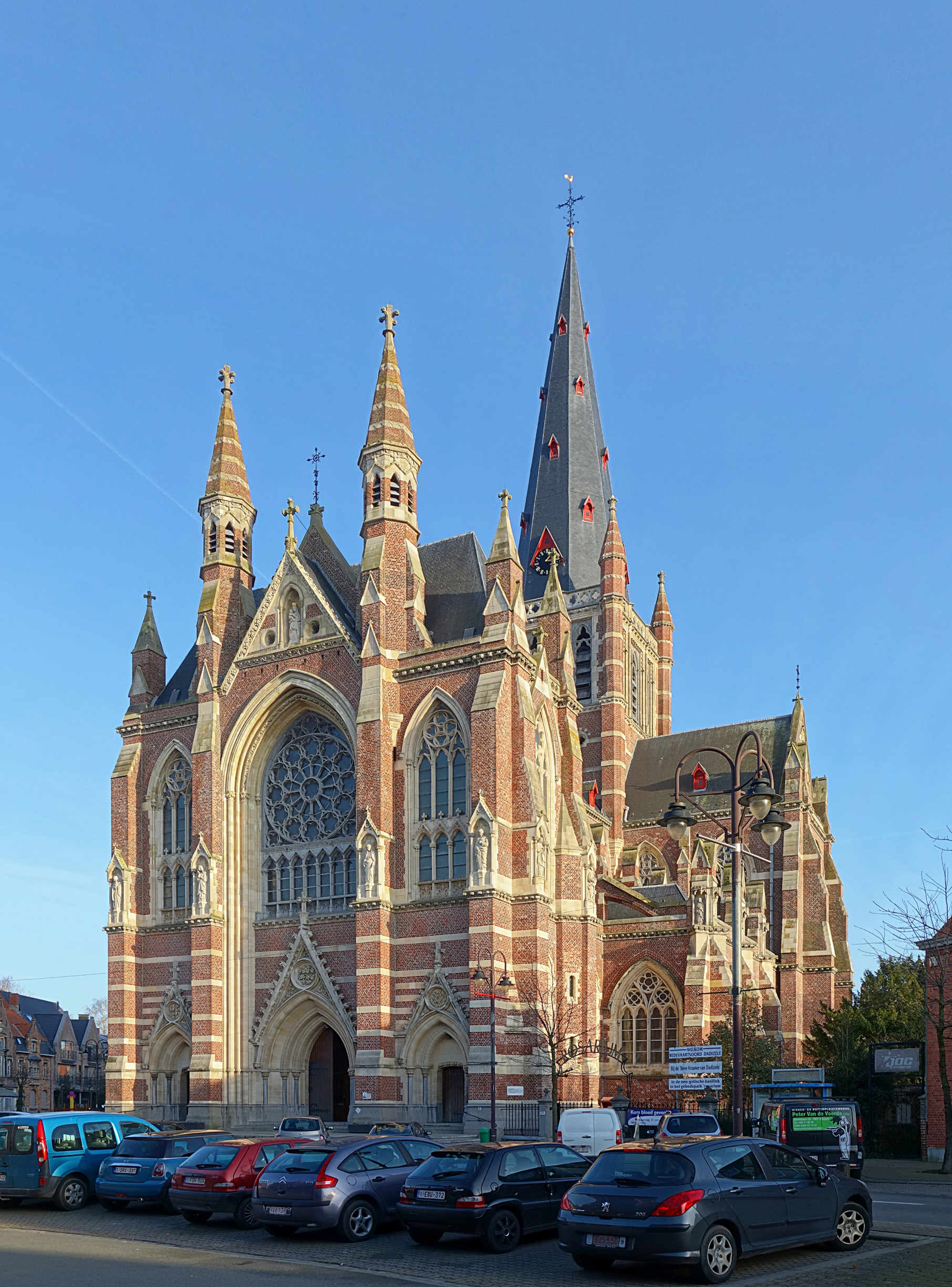
Basílica de Nuestra Señora, en Dadizele

En 2020 en la diócesis existían 348 parroquias agrupadas en 12 decanatos.

## Historia

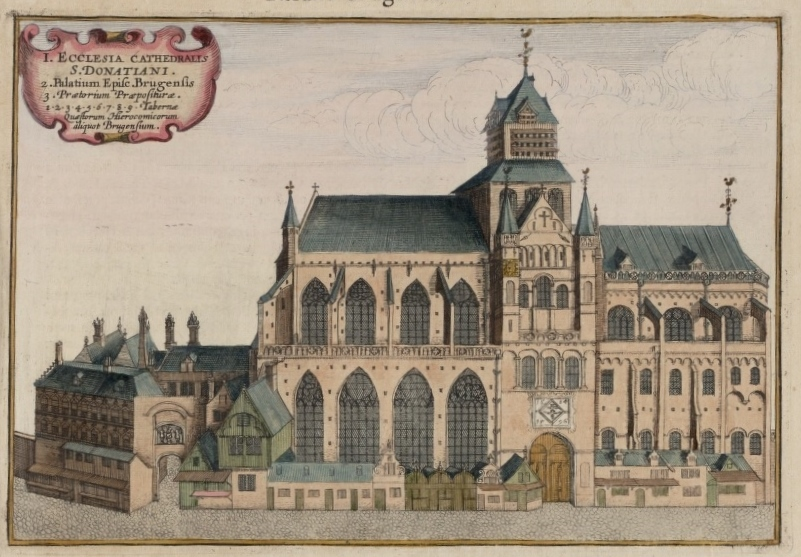
Catedral de San Donaciano en 1641

Con la llegada del rey Felipe II se pudo comenzar la redefinición de la geografía eclesiástica de las posesiones españolas en los Países Bajos, ya discutida en las décadas anteriores. Una comisión especial redactó un extenso informe, acompañado de mapas geográficos, sobre la oportunidad de iniciar un programa de fundación de nuevas diócesis que, en el contexto de la Contrarreforma, favoreciera una intensificación de la vigilancia pastoral, con miras a poner detener la corrupción y la decadencia moral en el clero, y al mismo tiempo podría limitar el progreso de las ideas teológicas de los reformadores alemanes y suizos.
El 12 de mayo de 1559, con la bula Super universas, el papa Paulo IV erigió catorce nuevas diócesis, entre ellas la de Brujas, que, junto con las cuatro preexistentes, formaban tres nuevas provincias eclesiásticas, a saber, Cambrai, Utrecht y Malinas.
Sin embargo, la bula Super universas no definía los límites de las diócesis, no establecía el número de parroquias y sobre todo no preveía los medios de subsistencia de las mensas episcopales. Una comisión encargada de estudiar estos aspectos trabajó durante más de dos años, y recién el 11 de marzo de 1561 se publicó la bula Ex iniuncto nobis del papa Pío IV, que finalmente dio fisonomía territorial a la diócesis de Brujas. La nueva diócesis de Brujas, convertida en sufragánea de Malinas, estaba formada por los decanatos de Brujas, Oudenburg y Ardenbourg, que habían pertenecido a la diócesis de Tournai. La colegiata de San Donaciano fue erigida como catedral diocesana. Para el mantenimiento de la diócesis se concedieron a la mensa episcopal diez canonjías y las propiedades de las abadías de San Bertino y Ter Doest.
Pierre De Corte fue nombrado primer obispo de la nueva diócesis, quien tomó posesión de la sede el 31 de enero de 1562; organizó la diócesis en 8 decanatos y promulgó los decretos de reforma del Concilio de Trento. La fundación del seminario diocesano en 1571 se debe a su sucesor Remigius Driutius, que sin embargo tuvo una corta vida, ya que fue destruido durante las guerras de religión, lo que también provocó un empobrecimiento de la diócesis y la destrucción de muchas de sus iglesias. El propio obispo pasó cuatro años en prisión, entre 1577 y 1581. En lugar del seminario se abrió en Brujas en 1594 un colegio, al que se anexó una cátedra de teología en 1611 durante el episcopado de Karel-Filips De Rodoan.
El colegio que servía de seminario fue cerrado durante el episcopado de Servaas de Quinckere (1630-1639), porque los gastos incurridos para mantenerlo pesaban demasiado en las arcas de la diócesis. Recién en 1719 fue reabierto por Hendrik Jozef van Susteren, obispo que destacó sobre todo por su tenaz oposición al jansenismo.
El obispo Jean-Baptiste de Castillon (1743-1753) participó activamente en la educación cristiana de sus fieles y en la formación de los seminaristas. Interesado en la historia local, escribió una cronología Sacra Belgii. Los archivos de la congregación del concilio conservan los textos de dos de sus informes trienales a la Santa Sede sobre el estado de su diócesis en 1746 y 1753.
El último obispo de Brujas fue Félix Brenart (1777-1794), quien, incluso antes de que las tropas francesas entraran en Brujas, había abandonado la ciudad y la diócesis para refugiarse en Alemania, en donde murió a finales de octubre de 1794. La diócesis estuvo gobernada por vicarios capitulares hasta su supresión el 29 de noviembre de 1801, con la bula Qui Christi Domini del papa Pío VII, que incorporó su territorio al de la diócesis de Gante. La antigua catedral de San Donato fue expropiada durante la Revolución francesa, luego vendido en subasta, finalmente demolida por los compradores para revender el material de construcción.
El 17 de agosto de 1827, en virtud de la bula Quod iamdiu, el papa León XII había decidido restablecer la diócesis de Brujas, pero este proyecto no prosperó debido a la oposición de los calvinistas holandeses y los católicos liberales belgas. Solo después de la Revolución belga se pudo implementar el proyecto anterior. El 27 de mayo de 1834 la diócesis fue efectivamente restablecida con la bula Romanae Ecclesiae del papa Gregorio XVI, con jurisdicción sobre la provincia de Flandes Occidental. La diócesis también incluía parte del territorio de la diócesis de Ypres, ya suprimida en 1801.
El primer obispo de la diócesis restaurada fue François-René Boussen (1824-1848), quien organizó la diócesis en un archipresbiterio y 11 decanatos para un total de 262 iglesias parroquiales. Boussen visitó varias veces la diócesis, estableció nuevos estatutos diocesanos adaptados a los tiempos, erigió varios colegios católicos y una escuela normal. El propio Boussen, cuando todavía era obispo auxiliar de Gante, había reabierto el seminario mayor de Brujas en los locales de la antigua abadía de Dune.
El territorio diocesano permaneció sin cambios hasta 1967, cuando el distrito de Mouscron fue transferido a la diócesis de Tournai mediante el decreto Cum civiles provinciae.

## Estadísticas
Según el Anuario Pontificio 2021 la diócesis tenía a fines de 2020 un total de 846 400 fieles bautizados.
| Año                                                                             | Población            | Población | Población      | Sacerdotes | Sacerdotes    | Sacerdotes    | Bautizados por sacerdote | Diáconos permanentes | Religiosos | Religiosos | Parroquias |
| Año                                                                             | Bautizados católicos | Total     | % de católicos | Total      | Clero secular | Clero regular | Bautizados por sacerdote | Diáconos permanentes | Varones    | Mujeres    | Parroquias |
| ------------------------------------------------------------------------------- | -------------------- | --------- | -------------- | ---------- | ------------- | ------------- | ------------------------ | -------------------- | ---------- | ---------- | ---------- |
| 1950                                                                            | 1 003 500            | 1 006 357 | 99.7           | 1840       | 1394          | 446           | 545                      |                      | 1017       | 8050       | 345        |
| 1959                                                                            | 1 015 675            | 1 044 451 | 97.2           | 1937       | 1532          | 405           | 524                      |                      | 1009       | 8620       | 376        |
| 1969                                                                            | 1 030 000            | 1 042 586 | 98.8           | 1769       | 1339          | 430           | 582                      |                      | 810        | 7000       | 365        |
| 1980                                                                            | 1 054 000            | 1 078 237 | 97.8           | 1542       | 1172          | 370           | 683                      | 16                   | 648        | 5492       | 367        |
| 1990                                                                            | 1 030 000            | 1 098 271 | 93.8           | 1390       | 1028          | 362           | 741                      | 49                   | 613        | 4258       | 367        |
| 1999                                                                            | 1 050 000            | 1 125 140 | 93.3           | 1218       | 889           | 329           | 862                      | 67                   | 492        | 3324       | 366        |
| 2000                                                                            | 1 050 000            | 1 127 091 | 93.2           | 1158       | 832           | 326           | 906                      | 64                   | 482        | 3236       | 366        |
| 2001                                                                            | 1 045 000            | 1 128 774 | 92.6           | 1132       | 807           | 325           | 923                      | 69                   | 479        | 3131       | 366        |
| 2002                                                                            | 1 040 000            | 1 130 040 | 92.0           | 1089       | 767           | 322           | 955                      | 82                   | 440        | 3025       | 365        |
| 2003                                                                            | 1 035 000            | 1 132 275 | 91.4           | 1073       | 774           | 299           | 964                      | 72                   | 442        | 2920       | 365        |
| 2004                                                                            | 1 025 000            | 1 133 931 | 90.4           | 1062       | 760           | 302           | 965                      | 75                   | 436        | 2804       | 364        |
| 2006                                                                            | 1 010 000            | 1 138 503 | 88.7           | 940        | 669           | 271           | 1074                     | 79                   | 340        | 2617       | 363        |
| 2012                                                                            | 960 000              | 1 173 440 | 81.8           | 786        | 561           | 225           | 1221                     | 88                   | 323        | 1919       | 362        |
| 2015                                                                            | 968 000              | 1 178 265 | 82.2           | 672        | 476           | 196           | 1440                     | 92                   | 279        | 1581       | 354        |
| 2018                                                                            | 841 900              | 1 190 193 | 70.7           | 582        | 413           | 169           | 1446                     | 94                   | 236        | 1287       | 349        |
| 2020                                                                            | 846 400              | 1 197 690 | 70.7           | 364        | 148           | 512           | 1653                     | 90                   | 194        | 1107       | 348        |
| Fuente: Catholic-Hierarchy, que a su vez toma los datos del Anuario Pontificio. |                      |           |                |            |               |               |                          |                      |            |            |            |

## Episcopologio
- Pieter de Corte † (10 de marzo de 1561-16 de octubre de 1567 falleció)
- Remi Drieux † (16 de septiembre de 1569-12 de mayo de 1594 falleció)
- Matthias Lambrecht † (20 de diciembre de 1595-1 de junio de 1602 falleció)
- Karel-Filips De Rodoan † (26 de mayo de 1603-7 de julio de 1616 falleció)
- Anthonius Triest † (3 de abril de 1617-25 de octubre de 1621 nombrado obispo de Gante)
- Denis Stoffels † (8 de agosto de 1622-6 de julio de 1629 falleció)
- Servaas de Quinckere † (18 de marzo de 1630-13 de marzo de 1639 falleció)
- Nicolaas de Haudion † (16 de septiembre de 1641-24 de septiembre de 1649 falleció)
- Carolus Van den Bosch † (17 de abril de 1650-15 de marzo de 1660 nombrado obispo de Gante)
- Robert de Haynin † (19 de diciembre de 1661-10 de diciembre de 1668 falleció)
- François de Baillencourt † (18 de marzo de 1671-3 de noviembre de 1681 falleció)
- Humbertus Guilielmus de Precipiano † (7 de diciembre de 1682-8 de mayo de 1690 nombrado arzobispo de Malinas)
- Guilielmus (Willem) Bassery † (13 de noviembre de 1690-18 de junio de 1706 falleció)
  - Sede vacante (1706-1715)
- Hendrik Jozef van Susteren † (16 de diciembre de 1715-24 de febrero de 1742 falleció)
- Jean-Baptiste de Castillon † (20 de mayo de 1743-26 de junio de 1753 falleció)
- Joannes-Robertus Caimo † (1 de abril de 1754-22 de diciembre de 1775 falleció)
- Felix Brenart † (12 de mayo de 1777-26 de octubre de 1794 falleció)
  - Sede vacante (1794-1801)
  - Sede suprimida (1801-1834)
- François-René Boussen † (23 de junio de 1834-1 de octubre de 1848 falleció)
- Jean-Baptiste Malou † (11 de diciembre de 1848-23 de marzo de 1864 falleció)
- Johan Joseph Faict † (22 de septiembre de 1864-4 de enero de 1894 falleció)
- Pieter De Brabandere † (18 de mayo de 1894-31 de marzo de 1895 falleció)
- Gustave Joseph Waffelaert † (28 de junio de 1895-18 de diciembre de 1931 falleció)
- Henricus Lamiroy † (18 de diciembre de 1931 por sucesión-10 de mayo de 1952 falleció)
- Emiel-Jozef De Smedt † (31 de julio de 1952-15 de diciembre de 1984 retirado)
- Roger Joseph Vangheluwe (15 de diciembre de 1984-23 de abril de 2010 renunció[nota 2])
- Jozef De Kesel (25 de junio de 2010-6 de noviembre de 2015 nombrado arzobispo de Malinas-Bruselas)
- Lodewijk Aerts, desde el 5 de octubre de 2016